# Лубарда, Петар
Петар Лубарда (серб. Petar Lubarda; 27 июля 1907, с. Люботин близ Цетине, (ныне Черногория) — 13 февраля 1974, Белград, СФРЮ) — один из крупнейших югославских и сербских художников XX века. Член Сербской академии наук и искусств в Белграде (1961).

## Биография
Учился живописи в Белградской художественной школе (1925) и Школе изящных искусств в Париже (1926).
С 1932 до своей смерти жил в Белграде, за исключением 1946—1950 годов, когда он был профессором в художественной школе г. Херцег-Нови. С 1945 г. работал в качестве профессора в Академии изящных искусств в Белграде.
В 1950 вернулся в Белград.
Похоронен на Аллее заслуженных на белградском Новом кладбище.
Дом Петара Лубарды был превращён в художественную галерею, в которой представлены известные работы художника и его личные вещи. 

## Творчество

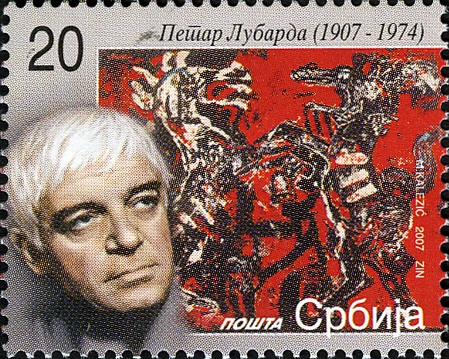
Марка Югославии, посвященная П. Лубарту. 2007 г.

В 1930‒1940-е годы писал близкие к экспрессионизму пейзажи (виды Черногории, парижские мотивы) и натюрморты, в конце 1940‒1950-х гг. ‒ полные динамики и яркой красочной экспрессии композиции на темы эпоса и национальной истории («Битва на Косовом поле», фреска, (1953), Исполнительное вече Социалистической Республики Сербии, Белград), с середины 1950-х годов перешёл к абстрактному экспрессионизму («Солнечный змей», 1962, Национальный музей Сербии).
Автор драматически выразительных, свободных по манере пейзажей Югославии («Церковь св. Влаха в Дубровнике» (1937), «В окрестностях Цетине» (1949), — оба в Художественной галерее, Цетине), образов людей из народа («Продавец апельсинов» (1936), «Гусляр» (1952), — оба Национальный музей Сербии).

## Награды
Художник был отмечен многими премиями и наградами, как на родине, так и за рубежом.
- 1937 — Grand Prix (Париж)
- 1939 — I премия на Международной выставке (Гаага)
- 1948 — I государственная премия СФРЮ (Белград)
- 1948 — I республиканская премия Социалистической Республики Черногория (Цетине)
- 1949 — I республиканская премия Социалистической Республики Черногория (Цетине)
- 1953 — Международная премия на биеннале в Сан-Паулу (Бразилия)
- 1955 — премия на биеннале в Токио
- 1955 — Октябрьская премия Белграда
- 1956 — Национальная премия Гуггенхайма, Нью-Йорк (США)
- 1964 — Премия им. 7 июля Социалистической Республики Сербия (Белград)
- 1965 — Орден Братства и единства
- 1965 — Орден «За заслуги перед народом» с золотой звездой
- 1966 — Премия антифашистского вече народного освобождения Югославии (Белград)
- 1967 — I премия города цетинского художественного салона «13 новембар», Цетине
- 1969 — Памятный знак города Белград
- 1970 — награда за художественное мастерство им. Рабиндраната Тагора (Калькутта) (Индия)
- 1973 — Международная премия Хердера (Вена) (Австрия)
- Почётный гражданин городов Словень-Градец и Крагуевац.